# Ceratopogon albipennis
Ceratopogon albipennis är en tvåvingeart som först beskrevs av Johann Wilhelm Meigen 1818.  Ceratopogon albipennis ingår i släktet Ceratopogon och familjen svidknott.
Artens utbredningsområde är Tyskland. Inga underarter finns listade i Catalogue of Life.